# Liophis amarali
Liophis amarali este o specie de șerpi din genul Liophis, familia Colubridae, descrisă de Wettstein 1930. Conform Catalogue of Life specia Liophis amarali nu are subspecii cunoscute.